# Griffin Bell
Pour les articles homonymes, voir Bell.

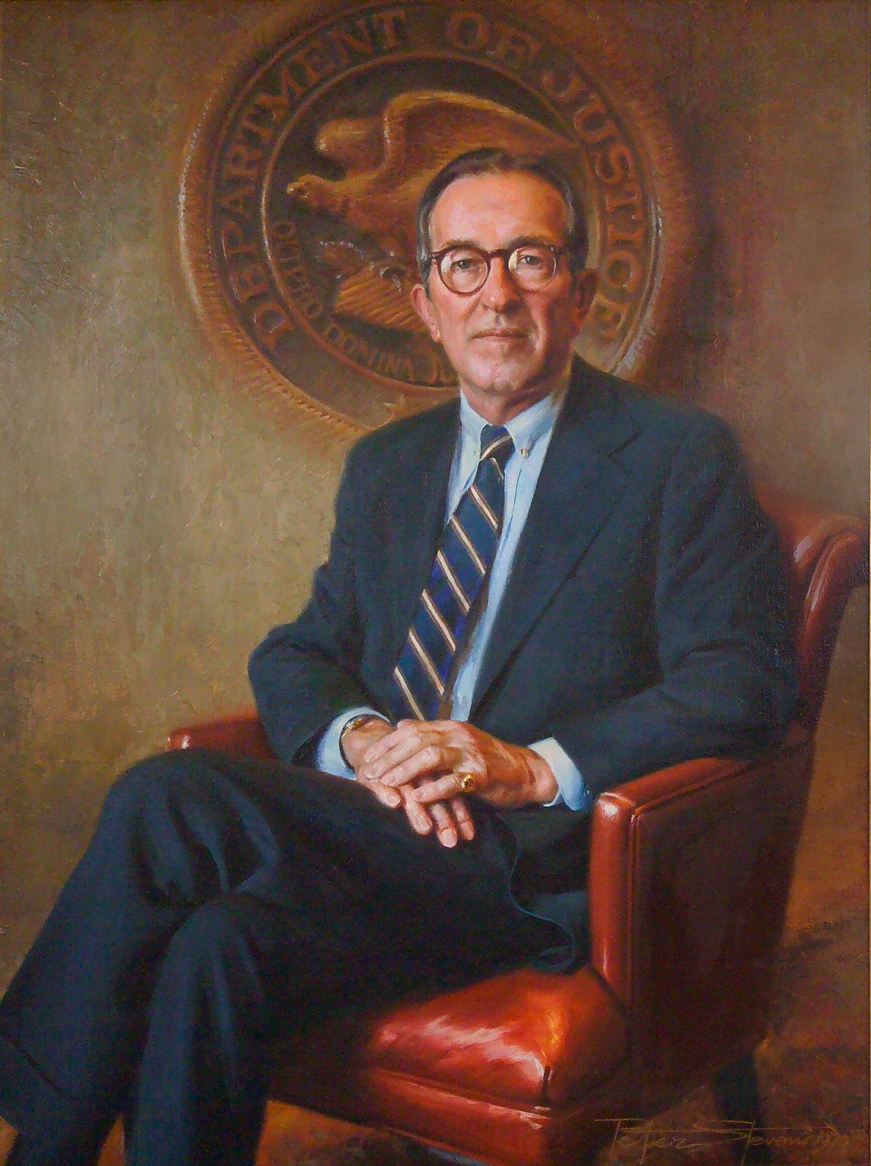
Portrait de Griffin Bell au département de la Justice.

Griffin Bell, né le 31 octobre 1918 à Americus (Géorgie) et mort le 5 janvier 2009 à Atlanta (Géorgie), est un avocat et homme politique américain. Membre du Parti démocrate, il est procureur général entre 1977 et 1979 dans l'administration du président Jimmy Carter.